# 内藤信義
内藤 信義（ないとう のぶよし）は、村上藩内藤家の分家当主。旗本。米沢藩主上杉重定の四男定興（内藤信政と改名）を養子とした。
天明2年（1782年）3月、18歳で内藤信庸の遺跡を継ぐ。同5年（1785年）12月9日、徳川家治に御目見し、翌6年（1786年）12月2日、中奧の小姓となる。同7年（1787年）、従五位下・豊後守に叙任された。
寛政3年（1791年）9月16日に職を辞している。